# Parc de Catalunya
Parc de Catalunya är en park i Spanien.   Den ligger i provinsen Província de Barcelona och regionen Katalonien, i den östra delen av landet, 500 km öster om huvudstaden Madrid. Parc de Catalunya ligger 226 meter över havet.
Terrängen runt Parc de Catalunya är platt åt sydost, men åt nordväst är den kuperad.Runt Parc de Catalunya är det mycket tätbefolkat, med 1 573 invånare per kvadratkilometer. Närmaste större samhälle är Barcelona, 19,0 km söder om Parc de Catalunya. 